# Озадівська волость
Озадівська волость — адміністративно-територіальна одиниця Житомирського повіту Волинської губернії з центром у селі Озадівка.
Станом на 1885 рік складалася з 14 поселень, 14 сільських громад. Населення — 7223 особи (3559 чоловічої статі та 3664 — жіночої), 729 дворових господарства.
|                     | Площа, дес. | У тому числі орної, десятин |
| ------------------- | ----------- | --------------------------- |
| Сільських громад    | 7157        | 4222                        |
| Приватної власності | 15154       | 6217                        |
| Казенної власності  | -           | —                           |
| Іншої власності     | 465         | 303                         |
| Загалом             | 22776       | 10742                       |

Основні поселення волості:
- Озадівка — колишнє власницьке село за 50 верст від повітового міста, волосне правління, 605 осіб, 67 дворів, православна церква, постоялий будинок, водяний млин, цегельний завод, винокуренний завод. За 5 верст - залізнична станція Демчин. За 16 верст - цегельний завод.
- Великі Коровинці — колишнє власницьке село при струмку Ставочок, 597 осіб, 73 двори, православна церква.
- Голодьки — колишнє власницьке село, 661 особа, 72 двори, православна церква, постоялий будинок, водяний млин, вітряк, винокуренний завод.
- Горнишівка — колишнє власницьке село, 313 осіб, 36 дворів, православна церква, постоялий будинок, водяний млин.
- Лемеші — колишнє власницьке село при річці П'яток, 376 осіб, 57 дворів, православна церква.
- Мала Татаринівка — колишнє власницьке село, 892 особи, 90 дворів, православна церква, постоялий будинок, водяний млин.
- Пилипки — колишнє власницьке село при річці Мочахвіст, 416 осіб, 40 дворів, православна церква.
- Райгородок — колишнє власницьке містечко при річці Глибока Канава, 322 особи, 53 двори, православна церква, 3 єврейських молитовних будинки.
- Райки — колишнє власницьке село при річці Гнилоп'ять, 512 осіб, 58 дворів, православна церква, постоялий будинок, 2 водяних млини.
- Рачки — колишнє власницьке село при річці Мочахвіст, 198 осіб, 38 дворів, православна церква, постоялий будинок.